# Piper belterraense
Piper belterraense är en pepparväxtart som beskrevs av Truman George Yuncker. Piper belterraense ingår i släktet Piper och familjen pepparväxter. Inga underarter finns listade i Catalogue of Life.